# II. Pál pápa
II. Pál (Velence, 1417. február 23. – Róma, 1471. július 26.) néven lépett trónra a történelem 211. pápája 1464-től haláláig. A velencei születésű Pál a humanizmus és az éledő reneszánsz korában foglalhatta el a legfőbb egyházi trónust. A polihisztor költő-pápa, II. Piusz után Szent Péter örökét egy olyan ember foglalhatta el, aki a humanista filozófia ellensége volt. Ez nem is véletlen, hiszen a bíborosok kollégiuma a konciliarizmus elnyomása miatt elégedetlen volt II. Piusszal, és ezért egy olyan kardinálist tettek meg utódjának, aki teljesen ellentétes elveket vallott a néhai egyházfővel. De Pál tipikus velencei volt. Önimádó, számító és furfangos. Ezek a tulajdonságai később több belső összetűzéshez is vezettek a kúrián belül. Az előző negatív jelzők mellett azonban kivételes éleslátás, politikai ügyesség is vegyült jellemébe, amely szintén sokat számított pontifikátusa során.

## Élete a pápai trónig
1417. február 23-án látta meg a napvilágot eredetileg Pietro Barbo néven a gazdag kereskedőállam, a Velencei Köztársaság szívében. Apját Niccolo Barbonak nevezték, aki Velence egyik legősibb nemesi családjának feje volt. A Barbo család több dózsét is adott a köztársaság számára. Niccolo Polixena Condulmert vette feleségül, aki IV. Jenő pápa testvére volt. A kiváló családi háttérrel rendelkező Pietro elsőrangú neveltetésben részesült. Apja mindenképpen azt szerette volna, hogy az ifjú Pietro a gazdasági életben találta volna meg a helyét. Éppen ezért a kereskedelemre fókuszálva kezdték meg taníttatását. Azonban a korabeli iskolák leginkább az egyház szárnya alatt tanítottak, így Pietro az üzleti oktatás mellett kiváló teológiai alapokra is szert tett. Amikor IV. Jenő 1431-ben elfoglalta a pápai trónt, nagy befolyással volt unokaöccse további fejlődésére. Jenő a pápák között is kiemelkedő nepotizmussal akarta ellenőrzése alá vonni a pápai államot, ezért a legtöbb kulcspozícióba rokonait emelte. Pietro egyházi karrierje tehát igen dinamikusan kezdődött. Jenő trónra lépése után röviddel Bologna archidiakónusának nevezte ki, majd hamarosan Cervia és Vicenza püspöke lett. 1440-ben diakónusi rangon bíborossá nevezték ki, majd kiváló jelleme és nagylelkűsége miatt Velence bíborosának tették meg. Így vált a pápaválasztó bíborosi testület teljes jogú tagjává. IV. Jenő, V. Miklós és III. Kallixtusz alatt is több küldetést bíztak rá külföldön, amelyeket mindig teljesített. Így a kollégium egyik legbefolyásosabb tagjává vált. II. Piusz uralkodása alatt azonban a pápa ellenzékébe vonult, és így kissé háttérbe is szorult, amely Pius 1464-ben bekövetkezett halála után még előnyére is vált.

## Önimádó pontifikátus

### Gondok a kúrián belül
A II. Piusz politikájával elégedetlen bíborosok egy teljesen más jellemmel rendelkező egyházfőt akartak a pápai trónusra. A Pius halála után Rómában összeülő konklávé augusztus 30-án Pietro Barbót választotta meg egyhangúlag a legfőbb katolikus hivatalra. Pietronak a választások előtt esküt kellett tennie a bíborosi kollégiumnak, miszerint pápaként visszaszorítja majd a nepotizmust, a törökök ellen hadjáratot indít és mindenekelőtt egyetemes zsinatot hív össze. Miután minderre Barbo kardinális ígéretet tett, szeptember 16-án a Szent Péter-bazilikában II. Pál néven megkoronázták.
Az új egyházfő hamar kiábrándította a bíborosi kollégiumot. A kánoni jogra hivatkozva kijelentette, hogy a választás előtt tett ígéreteit nem köteles megtartani. A Vatikánban berendezett pápai kúria is lassan felvette új gazdájának ritmusát és elveit. Pál alig tartott meghallgatásokat, ezért a bíborosok és más számára is szinte megközelíthetetlen volt. Nem különösebben rajongott a humanista gondolatokért, egyáltalán nem volt emberközpontú. Mégis a pompát és a művészetet őszintén szerette és csodálta. Elődeitől csak abban különbözött, hogy a művészetet az ember nélkül szerette. II. Pál pontifikátusa alatt alakult ki a reneszánsz egyházra jellemző külső pompa és fényes hagyományok. A drága udvartartás mellett Pál az egyházi ceremóniákat is kimagasló fényűzésben rendezte meg. Ennek fontos következményei is voltak, ugyanis az egyszerű emberek számára a művészet, a humanizmus és más értékek az egyház közvetítésével váltak elérhetővé. A szabadidő tulajdonképpen az egyházi ünnepeken múlott. Ez jelentette a tömegek szórakozását, legnagyobb élményét. A Pál által életre hívott fesztiválok és csillogó felvonulások tehát nemcsak a pápa személyes kultuszát emelte a rómaiak és az itáliaiak szemében, hanem a művészet is szélesebb körben vált ismertté és kedveltté. 1470-ben kiadott bullájában elrendeli a Szentév huszonöt évenkénti összehívását, amely szintén az egyházi ünnepek szaporítását szolgálta. Az antik emlékek sem maradtak ki Pál szemléletéből, és ekkor vált igazán jelentőssé a vatikáni kincstár ókori gyűjteménye. Elrendelte az ókori épületek és szobrok felújítását és kijavítgatását. Ő építtette fel a Szent Márk- palotát, amely ma a Palazzo di Venezia nevet viseli. Többször is segélyt és alamizsnát osztott a szegények között. A népszerű egyházfő tehát Róma lakóira bátran támaszkodhatott, amelyre igen nagy szüksége is volt, ugyanis a bíborosi testület és a kúria gyakran szembeszállt Pál politikájával és döntéseivel.
II. Pál pontifikátusa az egyházfői önkényuralom kiépítésének egyik fontos határköve volt, amely együtt járt a bíborosok megnövekedett hatalmának visszaszorításával. A pápa alaposan megnyirbálta a kúria és a bíborosok jövedelmeit és jogait. 1466-ban úgy rendelkezett, hogy feloszlatja az Abbreviáriumot, amely a pápai kúria hivatalos okiratait és más közleményeit fogalmazta meg. Emellett korlátozta a Római Akadémia szabadságjogait is, és jelentősen csökkentette a kardinálisok bevételeit, valamint kíméletlen harcot indított a szimónia ellen. A megcsappant bíborosi és kuriális jövedelmek azt is jelentették, hogy a Rómában élő művészekhez sokkal kevesebb megrendelés futott be. Nem csoda hát, hogy a humanista művészek Pál ellen fordultak. A bíborosok által is bátorított humanisták egyik vezéregyénisége Bartolomeo Platina lett, aki az akadémia és az Abbreviárium tagja is volt. Platina az egyetemes zsinat összehívását követelte, mire Pál az Angyalvárba záratta a lázongó humanistát. Később Platina kiszabadult, de 1467-ben a pápa elleni összeesküvés vádjával ismét börtönbe került. A pápai főhatalom Pál uralkodásának idején nem talált komoly ellenfélre, és a belső konfliktusok ekkor még nem törtek a felszínre. Ennek nagy szerepe volt abban, hogy Pálnak valóban sikerült maga mellé állítania a tömegeket. Pedig valójában a korabeli krónikák úgy írnak az egyházfőről, mint aki magán kívül senkiért sem rajong. Politikájában és művészetpártolásában is megjelenik ez az egocentrikusság. Pál megrendeléseiben csak magáról készíttetett képeket, és minden döntését eredendően jónak és igazságosnak tartotta.

### Politikai éleslátás az egyházon kívül
Pál nagy felháborodást okozó belső átalakításai a pápai hatalom megszilárdítása miatt kerültek napirendre. Ugyanez a törekvés hajtotta a pápát a Vatikán külpolitikájában is. Pál jövőbe tekintő politikus volt, és több olyan eseményt is belátott, amelyet elődjei képtelenek voltak. Elsőként rájött, hogy a pápai állam megerősítése létfontosságú az egyházfő világi befolyásának megtartásához. Rájött, hogy erős pápai uralom nélkül a szomszédos államok különböző indokokkal le fogják rohanni a Pápai Állam területét. A Habsburg Birodalom, Franciaország és Aragónia nem is titkolta túlzottan ilyen irányú igényét. Éppen ezért Pál erős kézzel látott neki a szétzilált közép-itáliai állam összefogásához. Leginkább Anguillara grófjait kellett seregével legyőznie. A grófok rablóhadakat toboroztak és fosztogatták az állam városait, ráadásul rendszeresen elrabolták a pápai adókat is.
A másik nagy felismerése a török elleni harc stratégiájának átértékelése volt. Rájött, hogy a keresztes hadjáratok kihirdetése a rendi monarchiák által uralt Európában már hatástalan. A keresztény államok pusztán a hit miatt már nem fognak összefogni a hódító iszlám ellen. Ezért úgy gondolta, hogy a pápák legfőbb feladata a közvetlen veszélyben élő államok erkölcsi és főleg anyagi támogatása. Pál kúriája Hunyadi Mátyás Magyar Királyságával és Kasztrióta György Albániájával tartotta fenn a legintenzívebb kapcsolatot. Valóban nagy összegek vándoroltak a két uralkodóhoz, a pápai kincstárból. Pál külpolitikájában Podjebrád György, Csehország királya játszotta a másik főszerepet. A Piusz alatt megkezdődött tárgyalásokat Pál idején folytatták. György király minden pápai ellenkezés mellett támogatta a huszitizmus enyhébb változatát. Országában nem akarta semmisnek nyilvánítani a bázeli megegyezést, amit az egyház elítélt. De amíg Pius enyhébb eszközökkel, sőt kicsit hiszékenyen bánt a cseh uralkodóval, Pál keményebb ellenfélnek bizonyult. A pápa a római egyházi bíróság elé idézte meg Podjebrád Györgyöt, és amikor az nem jelent meg az egyházfő színe előtt, 1466 decemberében egyházi átokkal sújtotta a királyt, és minden alattvalóját felmentette a Györgynek tett eskü alól. Hunyadi Mátyás, magyar király a pápai kiközösítést kihasználva a megüresedett cseh trónért indult. Pál támogatta harcában, és hamarosan az ország jelentős részét birtokába is vette.
Pált a korabeli krónikások az eretnek tanok ádáz ellenségeként is ábrázolják. A Német-római Birodalomban és Franciaországban kíméletlen hadjáratot indított az elfajzott tanok kiirtására. Emellett több követet is küldött Oroszországba, hogy megpróbálja rábírni az északi államot a római kereszténység felvételére.

### Halál és lejáratókampány
Pál 1470-ben még tanúja volt annak, hogy a törökök kezére kerül Negroponte szigete. A betegség ekkor már eluralkodott rajta, és végül 1471. július 26-án elhunyt. Pál pontifikátusa során sok ellenséget szerzett a humanista felfogású művészek és írók között éppúgy, mint a bíborosi kollégiumban vagy a kúriában. Halála után ezért kíméletlen lejárató kampány indult meg emlékének befeketítése érdekében. A legnagyobb hangadó természetesen a börtönéből végül kiszabadult Platina volt, aki több gúnyiratot is készített Pálról. Leggyakrabban önimádását túlozták el. Így például elterjedt, hogy Pál annyira beleszeretett önmagába, hogy egy időben a Formosus nevet akarta felvenni uralkodói névként, amely latinul helyeset, jóképűt jelent. Egyes bíborosok pedig Maria Pietissimának gúnyolták, mert állítólag minden nehezebb döntésnél elsírta magát. Mások szerint ez a név éppen azért illette meg őt, mert minden ruhája különleges kifinomultsággal volt elrendezve, akár egy nőn. Ismeretlen írók tovább is mentek az önimádásnál.

## Művei
- Documenta Catholica Omnia (latin nyelven). (Hozzáférés: 2011. december 6.)